# 위시 아이 워즈 히어
《위시 아이 워즈 히어》(영어: Wish I Was Here)는 2014년 공개된 미국의 코미디 드라마 영화이다.

## 출연
- 잭 브래프
- 케이트 허드슨
- 도널드 페이존
- 조이 킹
- 조시 개드
- 짐 파슨스
- 피어스 개그넌
- 맨디 퍼팅킨
- 애슐리 그린
- 마이클 웨스턴
- 알렉산더 채플린
- 제임스 에이버리
- 매케일리 밀러
- 필 루이스